# Trattato di Selimbria
Il Trattato di Selimbria fu un accordo concluso il 3 settembre 1411 tra la Repubblica di Venezia e il principe ottomano Musa Çelebi, governatore della parte europea dell'Impero ottomano (Rumelia), a Selymbria. Il trattato ha in gran parte ripreso i precedenti accordi tra Venezia e governanti ottomani e ha riconosciuto i possedimenti della Repubblica in Grecia e Albania.

## Storia
Venezia era stata tra le firmatarie del Trattato di Gallipoli nel 1403 con Süleyman Çelebi, sovrano della parte europea dell'Impero ottomano. Rinnovato nel 1409, assicurò un periodo di pacifici rapporti tra la Repubblica e gli Ottomani, in cambio del pagamento di un tributo annuale da parte di Venezia. Nel 1410–11, tuttavia, Süleyman fu sconfitto e rovesciato da suo fratello, Musa Çelebi. A differenza di Süleyman, Musa, che faceva grande affidamento sui predoni akinci, seguì una politica estremamente ostile ai suoi vicini cristiani. Gli attacchi sia contro l'Impero Bizantino che contro la Serbia, che si erano interrotti dopo il 1403, ripresero con spedizioni sia contro la Serbia che contro i resti dell'Impero Bizantino.
Dopo la sconfitta e la morte di Süleyman, i veneziani inizialmente prevalsero; i loro pagamenti agli ottomani furono lasciati scadere, ma al bailo (inviato permanente) della capitale bizantina, Costantinopoli, fu ordinato di contattare Musa per assicurargli le intenzioni pacifiche della Repubblica, nel momento che Venezia discuteva sulla giusta linea di condotta. Una mozione per approfittare dell'occasione e cercare di impadronirsi di Gallipoli fu sconfitta ai voti al Senato veneziano, e infine, il 4 giugno 1411, il Senato nominò Giacomo Trevisan come suo ambasciatore a Musa. Pur riconoscendo che, a causa degli sviluppi in corso, avrebbe dovuto esercitare il proprio giudizio secondo necessità, il Senato fornì a Trevisan le istruzioni dettagliate - secondo lo storico Dimitris Kastritsis - di "un raro scorcio della complessa situazione a Rumeli come percepita da Venezia nella tarda primavera e all'inizio dell'estate del 1411, un periodo di cui si sa poco."

Mappa dei Balcani meridionali e dell'Anatolia occidentale nel 1410. I territori ottomani e turchi sono contrassegnati nei toni del marrone, il territorio bizantino in rosa e le aree veneziane e sotto l'influenza veneziana in verde.

## Conclusione del trattato
Già prima dell'arrivo di Trevisan nella zona, i rappresentanti locali di Venezia avevano raggiunto un accordo preliminare, attraverso la mediazione di un certo Pietro dei Greci. L'accordo era già in vigore dal 7 giugno e le navi catturate da Musa erano state restituite con i loro equipaggi, ad eccezione della merce confiscata. Trevisan raggiunse l'accampamento del principe ottomano alla fine di luglio e il trattato finale fu stipulato il 12 agosto fuori Costantinopoli, che Musa stava assediando in quel momento. Tuttavia, a causa di alcuni disaccordi tra le due parti, una ratifica formale venne rinviata al 3 settembre, momento in cui Musa si era trasferito per porre l'assedio a Selymbria. Trevisan se ne andò e il trattato fu firmato in sua vece dal Capitano del Golfo, Pietro Loredan.
Una versione veneziana del testo è conservata negli archivi veneziani. Secondo le sue disposizioni, i rapporti tra le due potenze dovevano essere pacifici, come regolato dai precedenti trattati del 1403 e 1409. I possedimenti di Venezia, comprese le sue recenti acquisizioni in Albania, furono confermati, a condizione che il bailo a Costantinopoli avrebbe pagato un tributo di 1.000 ducati ogni agosto. Fu riconosciuto anche il possesso di Lepanto, ma solo della città, degli edifici e dei campi immediatamente adiacenti per i quali dovevano essere pagati 100 ducati in omaggio. Per la città di Patrasso il tributo restava a 500 ducati, ma sarebbe stato negoziato separatamente tra Musa, il bailo di Costantinopoli e l'arcivescovo latino di Patrasso.